# كلارنس فرنسيس
كلارنس فرنسيس (بالإنجليزية: Clarence Francis)‏ هو شخصية أعمال أمريكي، ولد في 1 ديسمبر 1888، وتوفي في 1985.